# Marmo Bianconeve Ziche
Marmo Bianconeve Ziche è il nome commerciale di un calcare micritico compatto (puro) dal colore bianco. Il marmo Bianconeve Ziche, conosciuto anche come "Bianconeve" o "Bianco Neve" viene estratto nelle cave di Nuvolera in provincia di Brescia.

## Descrizione macroscopica
Il marmo Bianconeve Ziche è un litotipo sedimentario di colore di insieme bianco avorio. Il materiale è eterogeneo per la presenza di locali plaghe sub centimetriche leggermente più scure, fratture micrometriche e giunti stilolitici entrambi ricementati da calcite. I giunti stilolitici presentano una colorazione bruno rossastra. Rari bioclasti millimetrici. Il materiale è molto compatto, ha aspetto sano ed è privo di porosità superficiali.
Si riga difficilmente con una lama metallica e reagisce blandamente in presenza di acido cloridrico.

## Descrizione microscopica
Litotipo cristalloblastico afanitico, con blasti subedrali – anedrali, dimensionalmente inequigranulari con bordi tendenzialmente poligonali ed in subordine interlobati. I costituenti fondamentali della roccia sono dati da Dolomite, Calcite, Minerali opachi. La dolomite è il costituente fondamentale, è costituito da un mosaico cristallino di individui con dimensioni variabili tra 30 e 200 micron e le misure maggiori si osservano in coincidenza dei blasti cristallizzati all'interno di porosità in fase di ricristallizzazione. La dolomite è nella maggior parte dei casi limpida, anche se non mancano individui intorbiditi da microgranulazioni di opachi. I minerali opachi sono i componenti minori, sono presenti come minuta granulazione dispersa all'interno di alcuni individui cristallini e nella sezione, ma le loro dimensioni medie non ne consentono il riconoscimento. Il colore macroscopico dei giunti stilolitici lascia ipotizzare la presenza di tracce di magnetite ed ematite. Diverso il discorso per quanto riguarda la calcite, presente come clasti micritici relitti dell'evento metamorfico che ha trasformato la micrite in dolomite, Verosimilmente altra calcite è presente anche tra i blasti costituenti il materiale, ma date le dimensioni molto piccole di una parte dei blasti medesimi, ciò non è otticamente verificabile. Calcite è presente anche come fase di ricristallizzazione all'interno di alcune fratture presenti, assieme alla dolomite.

## Origini e storia
Le cave in cui è estratto fanno parte del giacimento di pietra calcarea a est di Brescia, la cui formazione risale ai periodi Giurassico e Cretacico tra 190 e 70 milioni di anni fa. L'origine del giacimento è dovuta alla sedimentazione, cementazione e ricristallizzazione di fanghi calcarei in un "mare lagunare" di età mesozoica. 
È un marmo di recente lavorazione e commercializzazione, la cui estrazione ha avuto inizio nel corso del XX secolo.